# Olympique Gymnaste Club de Nice Côte d'Azur 2019-2020
Questa voce raccoglie le informazioni riguardanti l'Olympique Gymnaste Club de Nice Côte d'Azur nelle competizioni ufficiali della stagione 2019-2020.

## Maglie e sponsor
Lo sponsor tecnico per la stagione 2019-2020 è Macron.
| Manica sinistra · Manica sinistra · Maglietta · Maglietta · Manica destra · Manica destra · Pantaloncini · Pantaloncini · Calzettoni · Calzettoni | Manica sinistra · Manica sinistra · Maglietta · Maglietta · Manica destra · Manica destra · Pantaloncini · Pantaloncini · Calzettoni · Calzettoni | Manica sinistra · Manica sinistra · Maglietta · Maglietta · Manica destra · Manica destra · Pantaloncini · Pantaloncini · Calzettoni · Calzettoni |  |

## Rosa
| N. |                      | Ruolo | Calciatore        |
| -- | -------------------- | ----- | ----------------- |
| 2  | Francia (bandiera)   | D     | Stanley Nsoki     |
| 3  | Francia (bandiera)   | D     | Gautier Lloris    |
| 4  | Brasile (bandiera)   | D     | Dante (capitano)  |
| 5  | Camerun (bandiera)   | D     | Adrien Tameze     |
| 6  | Francia (bandiera)   | C     | Rémi Walter       |
| 7  | Francia (bandiera)   | A     | Myziane Maolida   |
| 8  | Francia (bandiera)   | C     | Pierre Lees-Melou |
| 9  | Danimarca (bandiera) | A     | Kasper Dolberg    |
| 10 | Algeria (bandiera)   | A     | Adam Ounas        |
| 11 | Tunisia (bandiera)   | C     | Bassem Srarfi     |
| 12 | Senegal (bandiera)   | D     | Racine Coly       |
| 14 | Camerun (bandiera)   | A     | Ignatius Ganago   |
| 15 | Francia (bandiera)   | D     | Patrick Burner    |

| N. |                      | Ruolo | Calciatore            |
| -- | -------------------- | ----- | --------------------- |
| 16 | Martinica (bandiera) | P     | Yannis Clementia      |
| 18 | Francia (bandiera)   | C     | Alexis Claude-Maurice |
| 19 | Francia (bandiera)   | C     | Khéphren Thuram       |
| 20 | Algeria (bandiera)   | D     | Youcef Atal           |
| 21 | Brasile (bandiera)   | C     | Danilo                |
| 22 | Francia (bandiera)   | C     | Arnaud Lusamba        |
| 23 | Francia (bandiera)   | D     | Malang Sarr           |
| 24 | Francia (bandiera)   | D     | Andy Pelmard          |
| 25 | Francia (bandiera)   | C     | Wylan Cyprien         |
| 28 | Algeria (bandiera)   | C     | Hicham Boudaoui       |
| 29 | Francia (bandiera)   | D     | Christophe Hérelle    |
| 30 | Francia (bandiera)   | P     | Yoan Cardinale        |
| 40 | Argentina (bandiera) | P     | Walter Benítez        |

1. ↑  In prestito dal Napoli

## Risultati

### Ligue 1
| Arbitro: | Pignard |

|                         |           |           |
| Hérelle 32’ Dante 90+5’ | Marcatori | 81’ Akolo |

| Arbitro: | Letexier |

|                     |           |                               |
| Ripart 45+1’ (rig.) | Marcatori | 10’ (rig.) Cyprien 16’ Ganago |

| Arbitro: | Turpin |

|                    |           |                                |
| Cyprien 66’ (rig.) | Marcatori | 31’ Benedetto 73’ (rig.) Payet |

| Arbitro: | Hamel |

|                   |           |                               |
| Lloris 25’ (aut.) | Marcatori | 63’ (rig.) Cyprien 90+2’ Coly |

| Arbitro: | Thual |

|                       |           |            |
| Delort 37’ Mollet 56’ | Marcatori | 35’ Tameze |

| Arbitro: | Delajod |

|                      |           |                   |
| Dolberg 30’ Atal 47’ | Marcatori | 22’ Júlio Tavares |

| Arbitro: | Lesage |

|                                 |           |            |
| Golovin 24’, 74’ Ben Yedder 79’ | Marcatori | 54’ Burner |

| Arbitro: | Turpin |

|             |           |                 |
| Dolberg 13’ | Marcatori | 34’ Luiz Araújo |

| Arbitro: | Delerue |

|           |           |  |
| Simon 86’ | Marcatori |  |

| Arbitro: | Letexier |

|            |           |                                           |
| Ganago 67’ | Marcatori | 15’, 21’ Di María 88’ Mbappé 90+2’ Icardi |

| Arbitro: | Lesage |

|               |           |  |
| Thomasson 24’ | Marcatori |  |

| Arbitro: | Stinat |

|                         |           |  |
| Cyprien 33’ Hérelle 42’ | Marcatori |  |

| Arbitro: | Hamel |

|                |           |                   |
| Lees-Melou 27’ | Marcatori | 49’ (rig.) Briand |

| Arbitro: | Delerue |

|                                       |           |             |
| Reine-Adélaïde 11’ Dembélé 28’ (rig.) | Marcatori | 78’ Dolberg |

| Arbitro: | Gautier |

|                                     |           |             |
| Lusamba 39’ Maolida 53’ Dolberg 90’ | Marcatori | 22’ Fulgini |

| Arbitro: | Delerue |

|                                                |           |             |
| Bouanga 11’ (rig.), 58’ Hamouma 38’ Fofana 40’ | Marcatori | 15’ Dolberg |

| Arbitro: | Pignard |

|                                                   |           |           |
| Cyprien 10’, 41’ (rig.) Ganago 59’ Lees-Melou 76’ | Marcatori | 22’ Niane |

| Brest 14 dicembre 2019, ore 20:00 CET | Brest     | 0 – 0 referto | Nizza | Stade Francis-Le Blé (13.042 spett.)\| Arbitro: \| Schneider \| |
| Arbitro:                              | Schneider |               |       |                                                                 |

| Arbitro: | Frappart |

|                                      |           |  |
| Sarr 16’ Boudaoui 19’ Lees-Melou 40’ | Marcatori |  |

| Arbitro: | Delajod |

|            |           |                      |
| Thioub 37’ | Marcatori | 45+4’ (rig.) Cyprien |

| Arbitro: | Ben El Hadj |

|             |           |          |
| Dolberg 48’ | Marcatori | 81’ Tait |

| Arbitro: | Bastien |

|                  |           |                 |
| Dolberg 33’, 64’ | Marcatori | 45’ Toko Ekambi |

| Arbitro: | Wattellier |

|                |           |                |
| Abdelhamid 77’ | Marcatori | 50’ Lees-Melou |

| Arbitro: | Gautier |

|                   |           |                                         |
| Claude-Maurice 6’ | Marcatori | 43’ Landre 53’ Philippoteaux 90+1’ Koné |

| Arbitro: | Miguelgorry |

|  |           |                              |
|  | Marcatori | 12’ Lees-Melou 90+6’ Hérelle |

| Arbitro: | Pignard |

|                       |           |                               |
| Ounas 23’ Dolberg 33’ | Marcatori | 45’ Grandsir 53’ (aut.) Dante |

| Arbitro: | Millot |

|                 |           |           |
| de Préville 21’ | Marcatori | 57’ Ounas |

| Arbitro: | Delerue |

|                    |           |                |
| Dolberg 59’, 90+2’ | Marcatori | 32’ Ben Yedder |

Le restanti partite (dalla 29ª alla 38ª giornata) sono state annullate a causa della pandemia di COVID-19.

### Coppa di Francia
| Arbitro: | Rainville |

|                          |           |  |
| Boudaoui 55’ Ounas 90+2’ | Marcatori |  |

| Arbitro: | Turpin |

|                       |           |                      |
| Danilo 27’ Ganago 29’ | Marcatori | 90+2’ (rig.) Hamache |

| Arbitro: | Schneider |

|           |           |                                |
| Ounas 89’ | Marcatori | 15’ Dembélé 90+3’ (rig.) Aouar |

### Coppa di Lega
| Arbitro: | Millot |

|                                   |           |                                   |
| Créhin 1’ Lemonnier 13’ Kanté 16’ | Marcatori | 15’ (rig.) Cyprien 18’ Lees-Melou |